# Charles Champlin
Charles Davenport Champlin (Hammondsport, 23 de marzo de 1926 – Los Ángeles (California), 16 de noviembre de 2014) fue un crítico de cine y escritor estadounidense.

## Carrera
Los primeros trabajos de Champlin son de columnista para el Camden Advance-Journal y editor Florence Stone.
Su familia estaba relacionada con la industria del vino en el norte del estado de Nueva York desde 1855. Sirvió en la infantería en Europa en la Segunda Guerra Mundial y fue galardonado con el Corazón Púrpura y las estrellas de batalla. Se graduó de la Universidad de Harvard en 1948 y se unió a la revista  LIFE . 
Champlin fue esvritor y corresponsal para LIFE y TIME durante 17 años y fue miembro de las Overseas Press Club. Fichó por Los Angeles Times como editor de la sección de entretenimiento y columnista en 1965, donde figuró como el crítico de cine de referencia entre 1967 y 1980, y escribió y escribió reseñas de libros y una columna regular titulada "Crític at large". Fue cofundador de la Asociación de Críticos de Cine de Los Ángeles y ha sido miembro de la junta de la American Cinematheque.
Su carrera en la televisión comenzó en 1971 donde presentó Film Odyssey en la PBS, presentado clásicos y haciendo entrevistas a grandes directores. Ese misño año, presentó una serie de música en vivo, Homewood, para KCET, la estación de PBS en Los Ángeles. Durante seis años, copresentó un programa de sociedad, Citywatchers, en KCET junto al columnista Art Seidenbaum. También entrevistó a cientos de personalidades, primero para el programa On the Film Scene de Z Channel y posteriormente en Champlin on Film para Bravo Cable.
Champlin enseñó crítica cinematográfica en la Universidad Loyola Marymount de 1969 a 1985, fue profesor adjunto de cine en la USC de 1985 a 1996, y también ha impartido clases en UC Irvine y el Conservatorio AFI. También ha escrito muchos libros, incluidas sus biografías "Back There where the Past Was" (1989) y "A Life in Writing" (2006).
En 1992, fue miembro del jurado del Festival de Berlín.
En sus últimos años, Champlin sufría degeneración macular. En 2001 escribió My Friend, You Are Legally Blind, una memoria sobre sus vivencias con la enfermedad. Falleció el 16 de noviembre de 2014 a la edad de los 88 años, a causa de Alzheimer.